# Santiago Atitlán (ort)
Santiago Atitlán är en ort i Guatemala.   Den ligger i departementet Departamento de Sololá, i den sydvästra delen av landet, 80 km väster om huvudstaden Guatemala City. Santiago Atitlán ligger 1 603 meter över havet och antalet invånare är 33 309. Den ligger vid sjön Lago de Atitlán.
Terrängen runt Santiago Atitlán är varierad. Runt Santiago Atitlán är det ganska tätbefolkat, med 192 invånare per kvadratkilometer. Närmaste större samhälle är Sololá, 15,7 km norr om Santiago Atitlán. I omgivningarna runt Santiago Atitlán växer i huvudsak städsegrön lövskog.